# Белорусија на Европском првенству у атлетици у дворани 2019.
Белорусија је учествовала на 35. Европском првенству у дворани 2019 који се одржао у Глазгову, Шкотска, од 1. до 3. марта. Ово је било тринаесто европско првенство у дворани од 1994. године од када Белорусија учествује самостално под овим именом. Репрезентацију Белорусије представљало је 17 спортиста (4 мушкараца и 13 жена) који су се такмичили у 11 дисциплина (3 мушке и 8 женских).
На овом првенству Белорусија је делила 18 место по броју освојених медаља са 2 медаље, 1 сребрна и 1 бронзана. У табели успешности према броју и пласману такмичара који су учествовали у финалним такмичењима (првих 8 такмичара) Белорусија је са 8 финалиста заузела 10. место са 33 бода.
| Пл. | Земља      | 1. место | 2. место | 3. место | 4. место | 5. место | 6. место | 7. место | 8. место | Бр. фин.-Бод. |
| --- | ---------- | -------- | -------- | -------- | -------- | -------- | -------- | -------- | -------- | ------------- |
| 10. | Белорусија | -        | 1-7      | 1–6      | 2-10     | 1–4      | 1–3      | 1-2      | 1–1      | 8-33          |

## Учесници
| Мушкарци: - Виталиј Паракхонка — 60 м препоне - Андреј Скабејка — Скок увис - Максим Недасекау — Скок увис - Виталиј Жук — Седмобој | Жене: - Кристина Цимановска — 60 м - Katsiaryna Karneyenka — 1.500 м - Дарја Барисевич — 1.500 м - Елвира Херман — 60 м препоне - Алина Талај — 60 м препоне - Руслана Рашкован — 60 м препоне - Карина Таранда — Скок увис - Ирина Жук — Скок мотком - Настасија Мирончук-Иванова — Скок удаљ - Ирина Васкоуска — Троскок - Алиона Дубицка — Бацање кугле - Викторија Колб — Бацање кугле - Алена Абрамчук — Бацање кугле |  |

## Освајачи медаља (2)

### Сребро (1)
- Настасија Мирончук-Иванова — Скок удаљ

### Бронза (1)
- Елвира Херман — 60 м препоне

## Резултати

### Мушкарци
| Атлетичар          | Дисциплина   | Лични рекорд | Квалификације | Квалификације | Полуфинале | Полуфинале | Финале                | Финале       | Детаљи |
| Атлетичар          | Дисциплина   | Лични рекорд | Резултат      | Место         | Резултат   | Место      | Резултат              | Место        | Детаљи |
| ------------------ | ------------ | ------------ | ------------- | ------------- | ---------- | ---------- | --------------------- | ------------ | ------ |
| Виталиј Паракхонка | 60 м препоне | 7,68         | 7,79 КВ       | 3. У гр. 3    | 7,72       | 6. У гр. 2 | Нису се квалификовали | 11 / 29 (30) |        |
| Андреј Скабејка    | Скок увис    | 2,26         | 2,21          | 6. у гр. Б    |            |            | Нису се квалификовали | 12 / 19      |        |
| Максим Недасекау   | Скок увис    | 2,31         | 2,21          | 8. у гр. А    | 14 / 19    |            | Нису се квалификовали |              |        |

#### Седмобој
| Дисциплина   | Виталиј Жук | Виталиј Жук    | Виталиј Жук | Виталиј Жук | Виталиј Жук | Виталиј Жук |
| Дисциплина   | Лич. рек.   | Рез.           | Бод.        | Плас.       | Укупно бод. | Пласман     |
| ------------ | ----------- | -------------- | ----------- | ----------- | ----------- | ----------- |
| 60 м         | 7,15        | 7,13 (.124) ЛР | 837         | 9.          | 837         | 9.          |
| Скок удаљ    | 6,97        | 6,55           | 709         | 12.         | 1.546       | 12.         |
| Бацање кугле | 15,62       | 16,32 ЛР       | 871         | 1.          | 2.417       | 12.         |
| Скок увис    | 2,05        | 1,98           | 785         | 9.          | 3.202       | 11.         |
| 60 препоне   | 8,20        | 8,57           | 843         | 10.         | 4.045       | 10.         |
| Скок мотком  | 4,70        | 4,80 ЛР        | 849         | 9.          | 4.894       | 9.          |
| 1.000 м      | 2:46,94     | 2:47,18 ЛРС    | 795         | 6.          | 5.689       | 8.          |
| Укупно       | 5.705       | -              |             |             | 5.689       | 8 / 10 (12) |

### Жене
| Атлетичарка                | Дисциплина   | Лични рекорд | Квалификације  | Квалификације | Полуфинале            | Полуфинале            | Финале                | Финале      | Детаљи |
| Атлетичарка                | Дисциплина   | Лични рекорд | Резултат       | Место         | Резултат              | Место                 | Резултат              | Место       | Детаљи |
| -------------------------- | ------------ | ------------ | -------------- | ------------- | --------------------- | --------------------- | --------------------- | ----------- | ------ |
| Кристина Цимановска        | 60 м         | 7,21         | 7,27 (.262) КВ | 1. у гр. 4    | 7,26 кв               | 3. у гр. 3            | 7,26                  | 7 / 42 (43) |        |
| Katsiaryna Karneyenka      | 1.500 м      | 4:10,29      | 4:09,32 КВ, ЛР | 2. у гр. 1    |                       |                       | 4:11,59               | 4 / 22 (24) |        |
| Дарја Барисевич            | 1.500 м      | 4:08,53      | 4:08,31 кв, ЛР | 3. у гр. 2    | 4:11,92               | 5 / 22 (24)           |                       |             |        |
| Елвира Херман              | 60 м препоне | 7,97         | 8,11 КВ        | 1. у гр. 1    | 8,03 КВ               | 2. у гр. 2            | 8,00                  |             |        |
| Алина Талај                | 60 м препоне | 7,85 НР      | 8,12 кв        | 4. у гр. 3    | 8,15                  | 7. у гр. 1            | Није се квалификовала | 15 / 28     |        |
| Руслана Рашкован           | 60 м препоне | 8,24         | 8,35           | 4. у гр. 3    | Није се квалификовала | Није се квалификовала | Није се квалификовала | 22 / 28     |        |
| Карина Таранда             | Скок увис    | 1,94         | 1,89 кв        | 2. у гр. А    |                       |                       | 1,87                  | 12 / 26     |        |
| Ирина Жук                  | Скок мотком  | 4,65 НР      | 4,60           | 1.            | 4,65 =НР              | 6 / 18 (19)           |                       |             |        |
| Настасија Мирончук-Иванова | Скок удаљ    | 6,84         | 6,77 КВ, ЛРС   | 3.            | 6,93 ЛР               |                       |                       |             |        |
| Ирина Васкоуска            | Троскок      | 14,30        | 13,79          | 10.           | Није се квалификовала | 10 / 18               |                       |             |        |
| Алиона Дубицка             | Бацање кугле | 18,94        | 18,68 КВ       | 3.            | 18,71                 | 4 / 17                |                       |             |        |
| Викторија Колб             | Бацање кугле | 18,30        | 17,11          | 11.           | Нису се квалификовале | 11 / 17               |                       |             |        |
| Алена Абрамчук             | Бацање кугле | 18,94        | 16,92          | 12.           | Нису се квалификовале | 12 / 17               |                       |             |        |